# Елховский
Елховский — посёлок в Артёмовском городском округе Свердловской области. Упразднён в ноябре 2016 года.

## География
Посёлок располагался на водоразделе рек Бобровка и Ирбит в 25 километрах на северо-восток от города Артёмовский.

## История
В 1966 г. Указом Президиума ВС РСФСР поселок Чистое Поле переименован в Елховский.
Посёлок упразднён в ноябре 2016 года.Управлялся Сосновоборской сельской администрацией. Поселок Чистое Поле был переименован в Елховский 22 ноября 1966 года.

## Население
| 2002 | 2010 |
| ---- | ---- |
| 1    | ↘0   |